# 9497 Dwingeloo
9497 Dwingeloo (1001 T-2) là một tiểu hành tinh vành đai chính.